# Shell Lake, Wisconsin
Shell Lake là một thành phố thuộc quận Washburn, tiểu bang Wisconsin, Hoa Kỳ. Năm 2000, dân số của thành phố này là 1309 người.